# 362
Évszázadok: 3. század – 4. század – 5. század
Évtizedek: 310-es évek – 320-as évek – 330-as évek – 340-es évek – 350-es évek – 360-as évek – 370-es évek – 380-as évek – 390-es évek – 400-as évek – 410-es évek
Évek: 357 – 358 – 359 – 360 –  361 – 362 – 363 – 364 – 365 – 366 – 367

## Események

### Római Birodalom
- Claudius Mamertinust és Flavius Nevittát választják consulnak.
- Február 4-én Iulianus császár kihirdeti a vallásszabadságot a birodalomban. Ismét kinyittatja a pogány templomokat és megszünteti a keresztény püspökök állami fizetését, valamint bíráskodási jogát. Megtiltja, hogy a keresztény tanítók klasszikus görög irodalmat oktassanak (így próbálva elérni, hogy a szülök ne csak keresztényekkel taníttassák a gyerekeiket). Jelentősen csökkenti a császári udvar költségeit, visszafogja a bürokráciát és a helyi ügyeket az állami tisztviselők helyett a városi tanácsokra bízza.
- Iulianus júliusban Antiochiába utazik és 60 ezres sereget gyűjt, valamint 50 hadihajót építtet a perzsák elleni háborúhoz. Megnyittatja a város melletti Daphne híres Apolló-szentélyét és eközben eltávolíttatja az oda temetett Babülasz püspök maradványait. Emiatt nagy keresztény tüntetésre kerül sor és a szentély hamarosan leég. Iulianus a keresztényeket vádolja a szentély felgyújtásával és bezáratja legnagyobb antiochiai templomukat.
- Februárban Athanasziosz visszatér a száműzetésből és ismét elfoglalja Alexandriában a pátriárkai széket. Zsinatot hív össze, melyen sürgeti a keresztények egységét. Ősszel Iulianus utasítja őt, hogy hagyja el a várost és Athanasziosz visszatér a felső-egyiptomi sivatagi remetékhez.

## Születések
- Meszrop Mastoc, örmény teológus, az örmény ábécé kidolgozója
- Csin Hsziao-vu-ti, kínai császár

## Halálozások
- Szent Donát, Arezzo püspöke

## Fordítás
- Ez a szócikk részben vagy egészben  a(z)   362 című angol Wikipédia-szócikk ezen változatának fordításán alapul.  Az eredeti cikk szerkesztőit annak laptörténete sorolja fel. Ez a jelzés csupán a megfogalmazás eredetét és a szerzői jogokat jelzi, nem szolgál a cikkben szereplő információk forrásmegjelöléseként.